# Tàu điện ngầm München

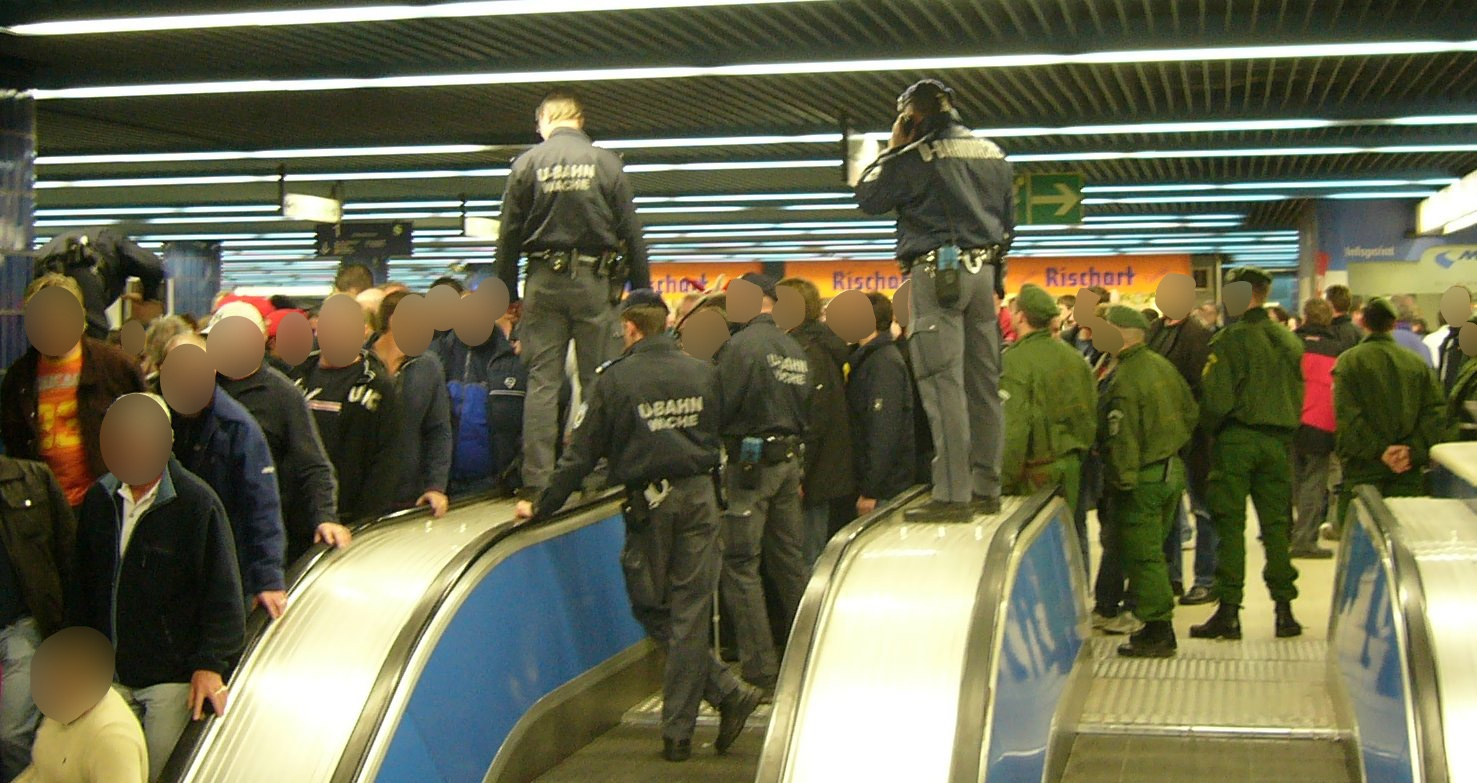
Cảnh sát tại U-Bahn München sau một trận đá banh.

Tàu điện ngầm München (tiếng Đức: U-Bahn München) là hệ thống mạng lưới đường sắt vận chuyển nhanh chạy bằng điện dưới mặt đất tại thành phố München, Đức. Cùng với S-Bahn, "U-Bahn" là hệ thống giao thông huyết mạch của thành phố này. U-Bahn München bắt đầu hoạt động vào năm 1971. Nó được điều hành bởi một công ty thuộc thành phố MVG Münchner Verkehrsgesellschaft (Công ty Vận tải hành khách München). Mạng lưới này được tích hợp vào hiệp hội Vận tải hành khách và giá vé München MVV (Münchner Verkehrs- und Tarifverbund), kết nối với hệ thống S-Bahn München, xe buýt và xe điện trên mặt đất. Hệ thống U-Bahn München hiện bao gồm 8 tuyến đường, phục vụ 96 trạm (100 trạm nếu bốn trạm chuyển tiếp với các tầng riêng biệt cho các tuyến khác nhau được tính hai lần), và bao gồm 103,1 km (64,1 dặm) tuyến đường.

## Các tuyến đường
Hiện tại có 8 tuyến đường:
| U1 | Olympia-Einkaufszentrum - Rotkreuzplatz - Hauptbahnhof - Sendlinger Tor - Kolumbusplatz - Mangfallplatz                                                                                    |
| U2 | Feldmoching - Harthof - Scheidplatz - Hauptbahnhof - Sendlinger Tor - Kolumbusplatz - Giesing - Innsbrucker Ring - Trudering - Messestadt Ost                                              |
| U3 | Moosach - Olympia-Einkaufszentrum - Olympiazentrum - Scheidplatz - Münchner Freiheit - Odeonsplatz - Marienplatz - Sendlinger Tor - Implerstraße - Obersendling - Fürstenried West         |
| U4 | Westendstraße - Heimeranplatz - Hauptbahnhof - Karlsplatz (Stachus) - Odeonsplatz - Lehel -Max-Weber-Platz - Arabellapark                                                                  |
| U5 | Laimer Platz - Westendstraße - Heimeranplatz - Hauptbahnhof - Karlsplatz (Stachus) - Odeonsplatz - Lehel - Max-Weber-Platz - Ostbahnhof (East Station) - Innsbrucker Ring - Neuperlach Süd |
| U6 | Garching-Forschungszentrum - Fröttmaning - Freimann - Studentenstadt - Münchner Freiheit - Odeonsplatz - Marienplatz - Sendlinger Tor - Implerstraße - Harras - Klinikum Großhadern        |
| U7 | Westfriedhof - Rotkreuzplatz - Hauptbahnhof - Sendlinger Tor - Kolumbusplatz - Giesing Bahnhof - Innsbrucker Ring - Neuperlach Zentrum                                                     |
| U8 | Olympiazentrum - Scheidplatz - Königsplatz - Hauptbahnhof - Sendlinger Tor |

### Quãng đường chính
Có 3 quãng đường chính chạy ngang trung tâm thành phố, mỗi quãng đều được chạy bởi 2 tuyến đường. Tại những quảng đường này giờ giấc xe chạy được hoạch định để khoảng cách giờ chạy được phân chia đồng đều. Quãng đường chính số 1 (cũng là quãng đường lâu đời nhât) là đường chung của 2 tuyến U3 và U6 (từ Münchner Freiheit đến Implerstraße). Tuyến U1 và U2 chạy chung đường (Quãng đường chính số 2) từ Hauptbahnhof tới Kolumbusplatz. Quãng đường chính số 3 được xây sau cùng, được chạy bởi tuyến U4 và U5 giữa Westendstraße và Max-Weber-Platz.

### Tuyến U1

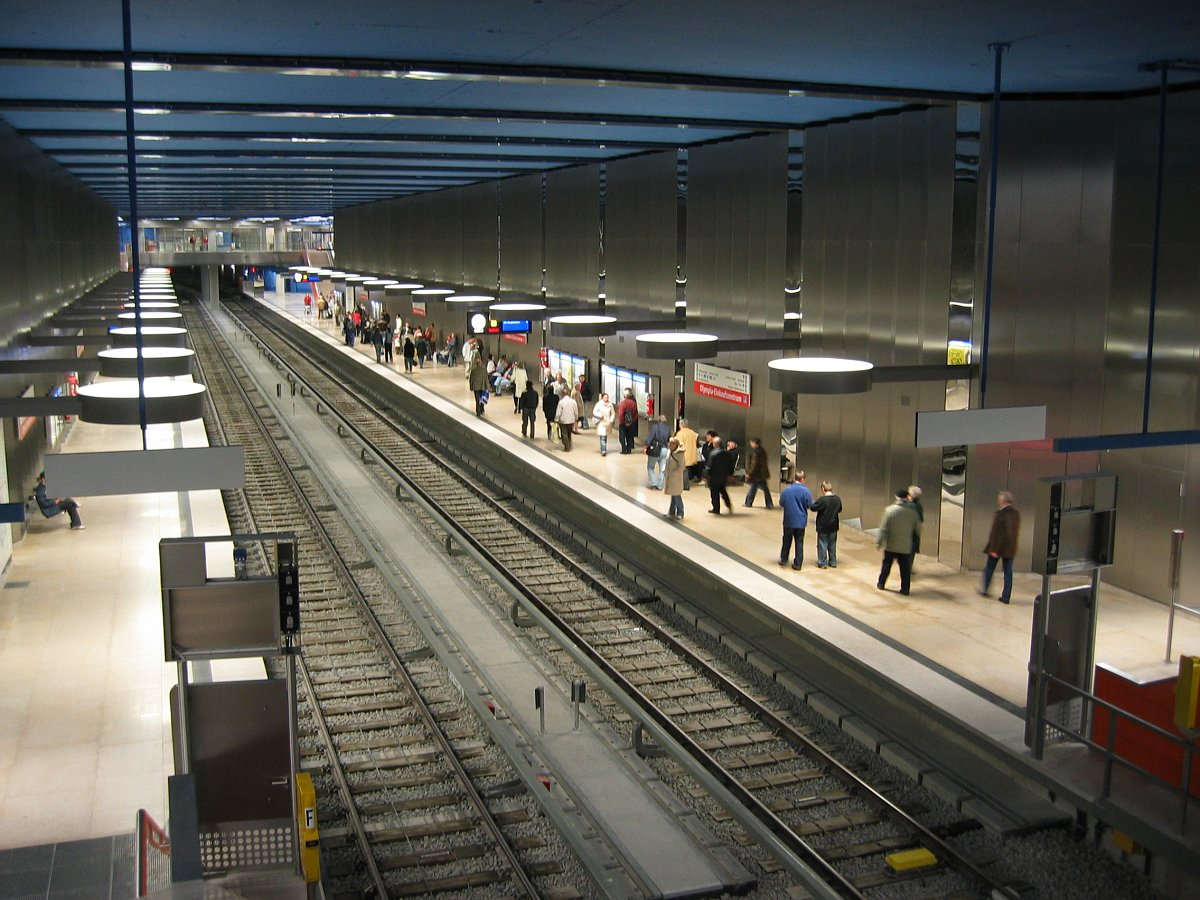
Olympia-Einkaufszentrum (Olympia trung tâm mua sắm)

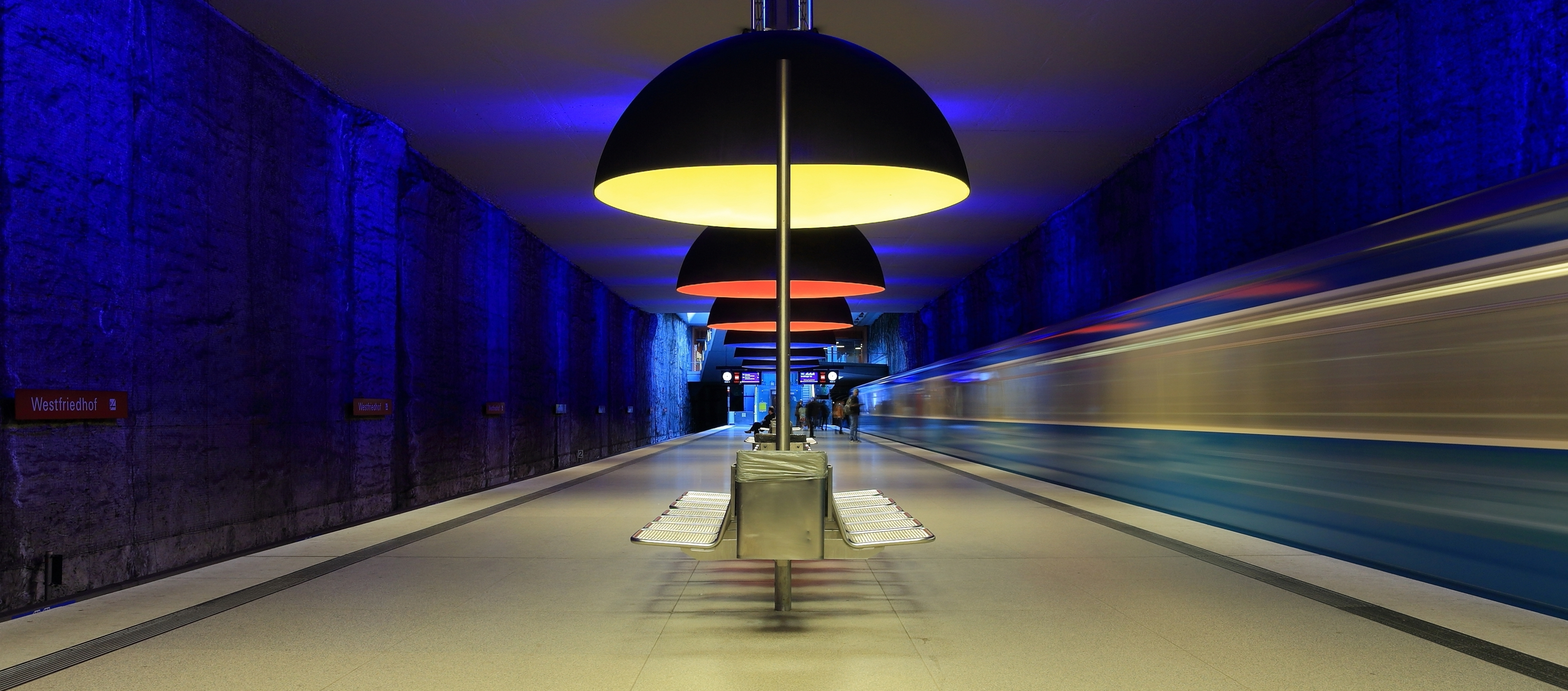
Trạm Westfriedhof

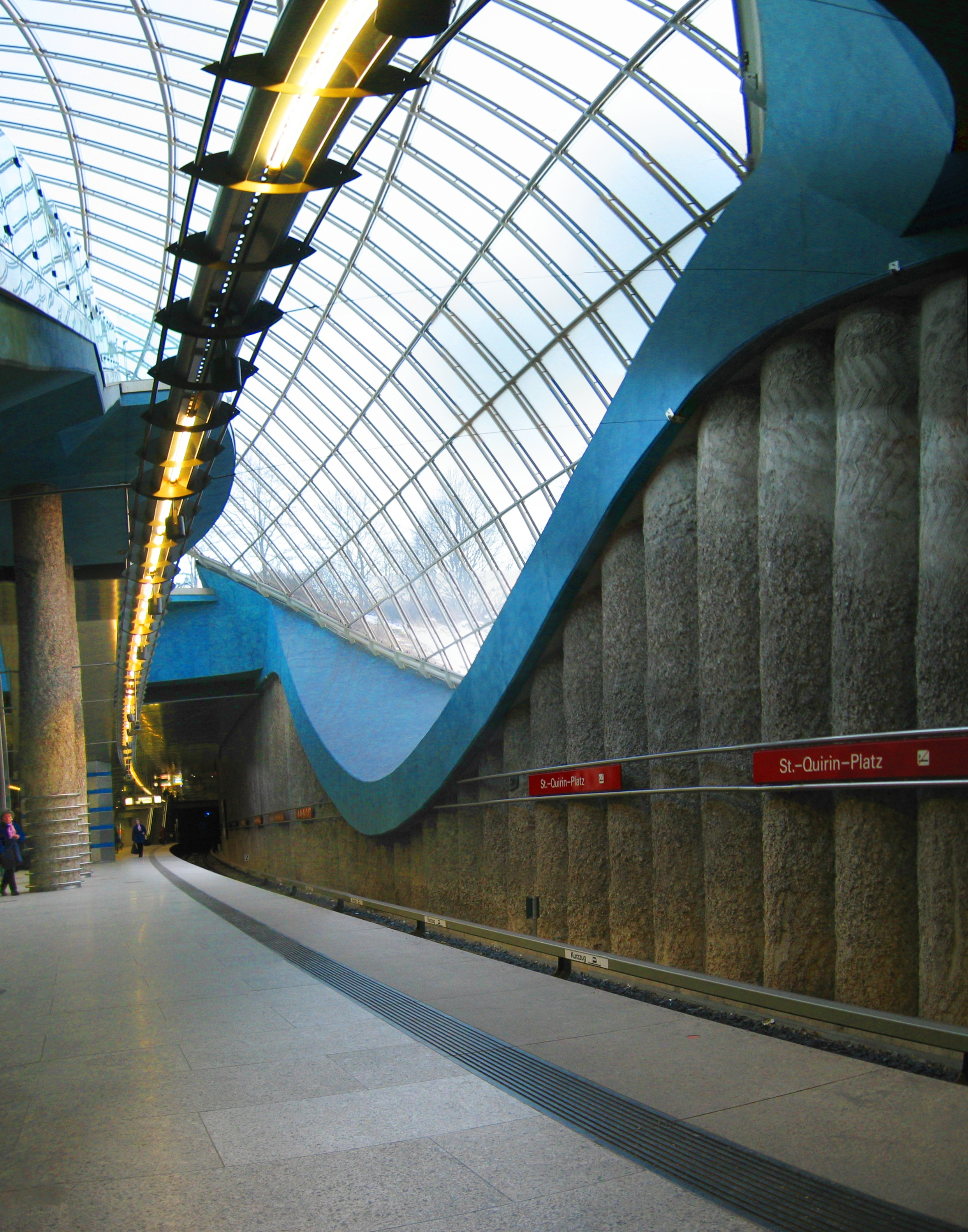
St.-Quirin-Platz

U1 bắt đầu từ năm 2004 tại Olympia-Einkaufszentrum ở quận Moosach, nơi U3 cũng chạy qua. Ở đây có một chỗ đậu xe đạp duy nhất ở München dưới mặt đất, ngay trong ga tàu điện ngầm.
Trên đường đến trạm Westfriedhof (Nghĩa trang Tây) U1 chạy qua trạm Georg-Brauchle-Ring được khánh thành năm 2003 do nghệ sĩ Franz Ackermann thiết kế. Trạm xe điện ngầm Westfriedhof có thiết kế đèn của Ingo Maurer, là một chủ đề chụp hình được ưa chuộng bởi các công ty quảng cáo. Kế đó là trạm Gern, nơi lịch sử của khu vực này có thể đọc được trên các bức tường kính, rồi đến Rotkreuzplatz, từ năm 1983 đến năm 1998 là ga cuối phía bắc của U1. Dưới đường Nymphenburgerstraße, U1 chạy qua các trạm Maillingerstraße, Stiglmaierplatz rồi cùng với tuyến U2 vào Hauptbahnhof (nhà ga chính) nằm trong quãng xe điện ngầm chính của S-Bahn.
Tại Hauptbahnhof có thể đổi xe sang U2 và các tuyến đường S-Bahn cũng như U4 và U5. Tại trạm kế tới Sendlinger Tor có tuyến U3 và U6 chạy ngang.
Trạm sau Fraunhoferstraße vì nằm bên sông Isar tàu khi rời ga chạy trong 2 ống riêng, các trụ cột ở đây cũng dày hơn. Tại trạm Kolumbusplatz, 2 tuyến U1 và U2 tách ra, không còn chạy chung tuyến đường nữa.

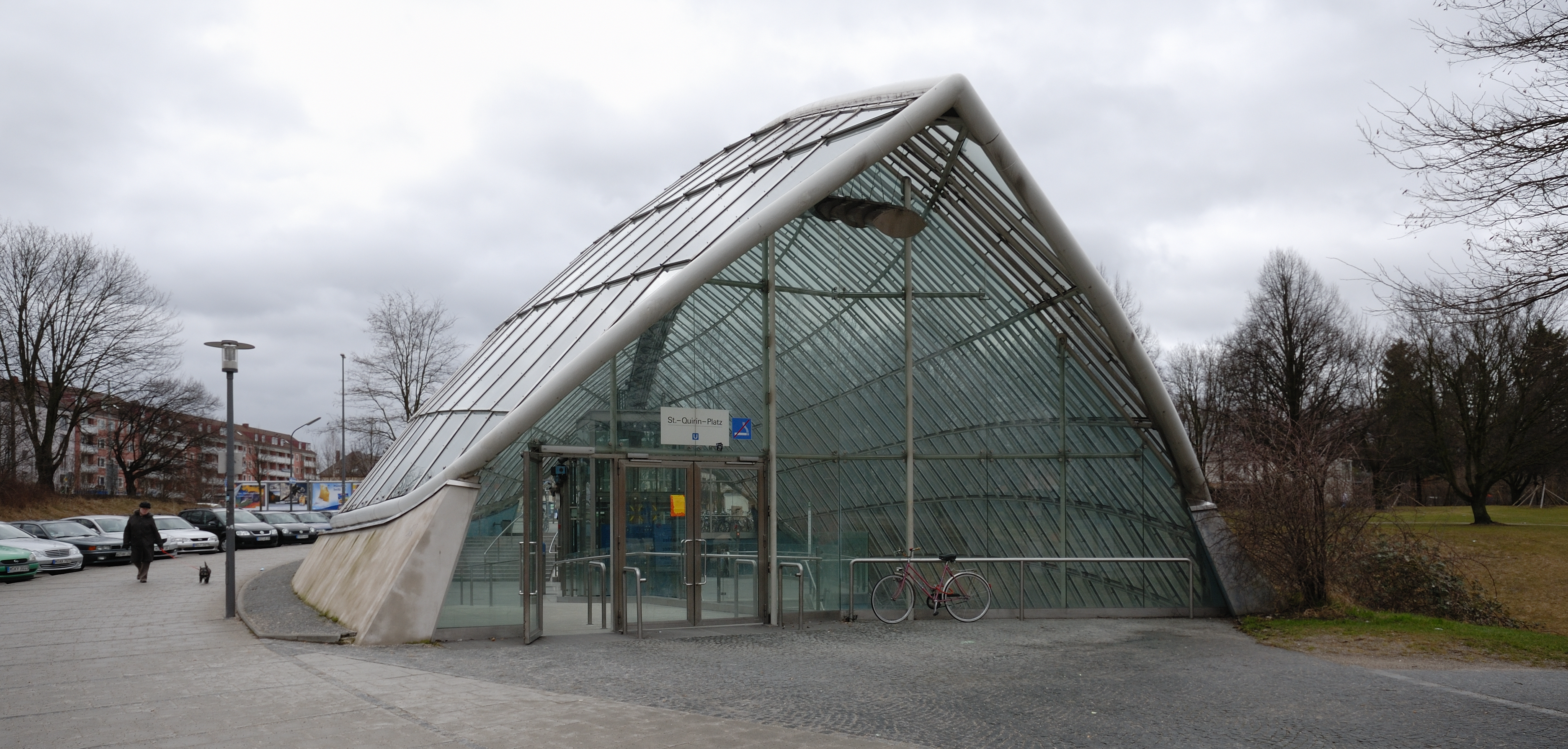
St.-Quirin-Platz

Khai trương vào năm 1997, con đường uốn cong U1 từ đây đi về hướng nam, đi qua ga Candidplatz thiết kế nhiều màu sắc và cuối cùng đạt đến Wettersteinplatz. Sau đó đến ga St. Quirin Platz có kiến trúc độc đáo và bất thường so với các ga tàu điện ngầm ở München, bởi vì nó được mở sang một bên với một "con mắt" lớn và trên ga một cấu trúc mái nhà kính dạng vỏ sò. Cuối cùng dưới đường Naupliastraße là ga cuối Mangfallplatz, nối với một bãi đậu xe Park-and-Ride dưới mặt đất.

### U2

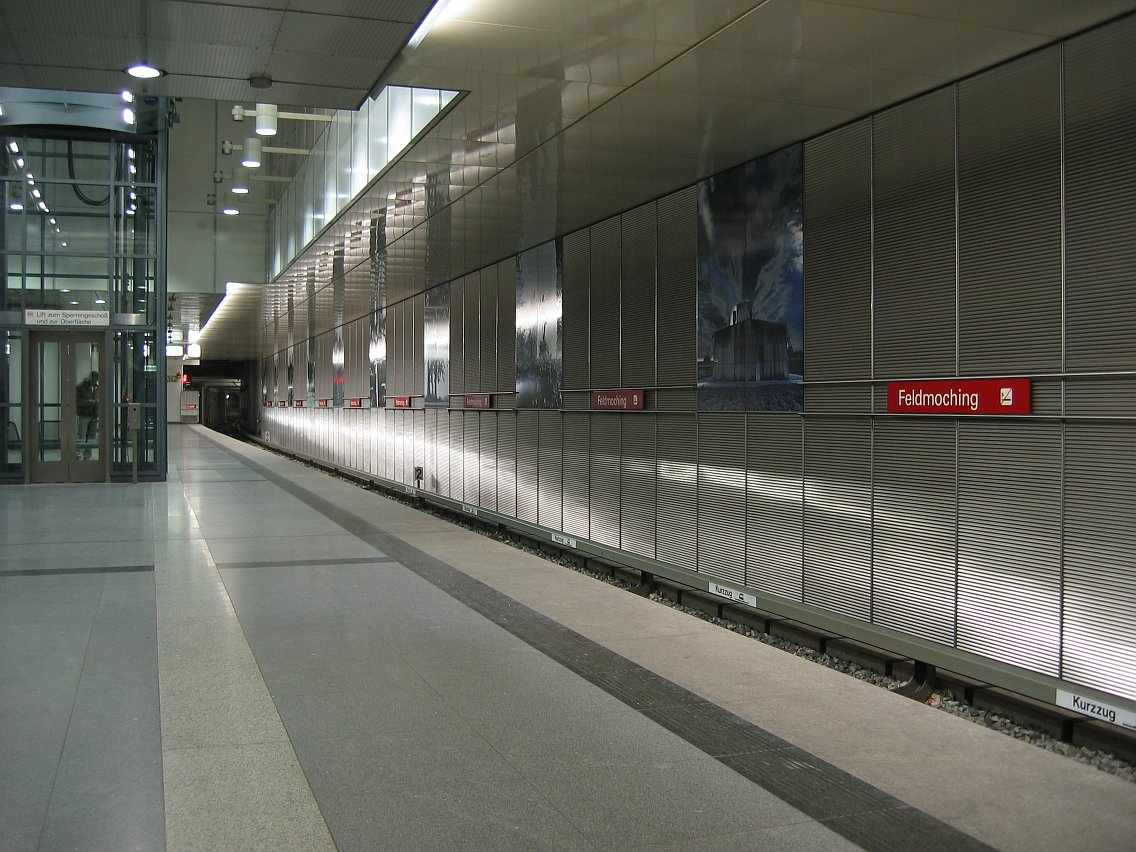
Trạm Feldmoching

U2 là tuyến xe có chiều dài khoảng 24,4 km. U2 bắt đầu ở phía bắc dưới ga S-Bahn Feldmoching nơi kết nối vào dòng S-Bahn S1 đến Freising và Sân bay quốc tế München Franz Josef Strauss ở gần đó. Sau trạm Milbertshofen U2 vào trạm có 4 tuyến đường sắt Scheidplatz gặp U3, mà thường đợi khách U2 đổi xe trực tiếp trên cùng sân ga. Sau đó nó chạy vào các khu phố Schwabing và Maxvorstadt rồi cuối cùng đi vào phía trung tâm thành phố thông qua các trạm Hohenzollernplatz, Josephsplatz, Theresienstrasse và Königsplatz.
Tại Hauptbahnhof U2 gặp U1 và sẽ chạy chung một quãng thông qua trung tâm thành phố tới Kolumbusplatz, thêm thông tin xem U1. Từ Kolumbusplatz U2 chạy qua Silberhornstraße và Untersbergstraße tới trạm Giesing, nơi có thể đổi sang xe điện S3 và S7 chạy trên mặt đất. Sau Karl-Preis-Platz, U2 chạy vào Innsbrucker Ring, mà như ở Scheidplatz có kết nối trực tiếp với một tuyến U-Bahn khác, ở đây U5, trên cùng một sân ga.
Sau trạm Moosfeld là trạm Messestadt West, có trung tâm mua sắm Riem Arcaden và khu hội chợ (Messegelände) trước trạm cuối Messestadt Ost. Song song liền kề với 2 trạm tàu điện ngầm là một khu vực mới phát triển, và công viên Riemer, nơi tổ chức Triển lãm Vườn hoa Liên bang năm 2005.

### Tuyến U3

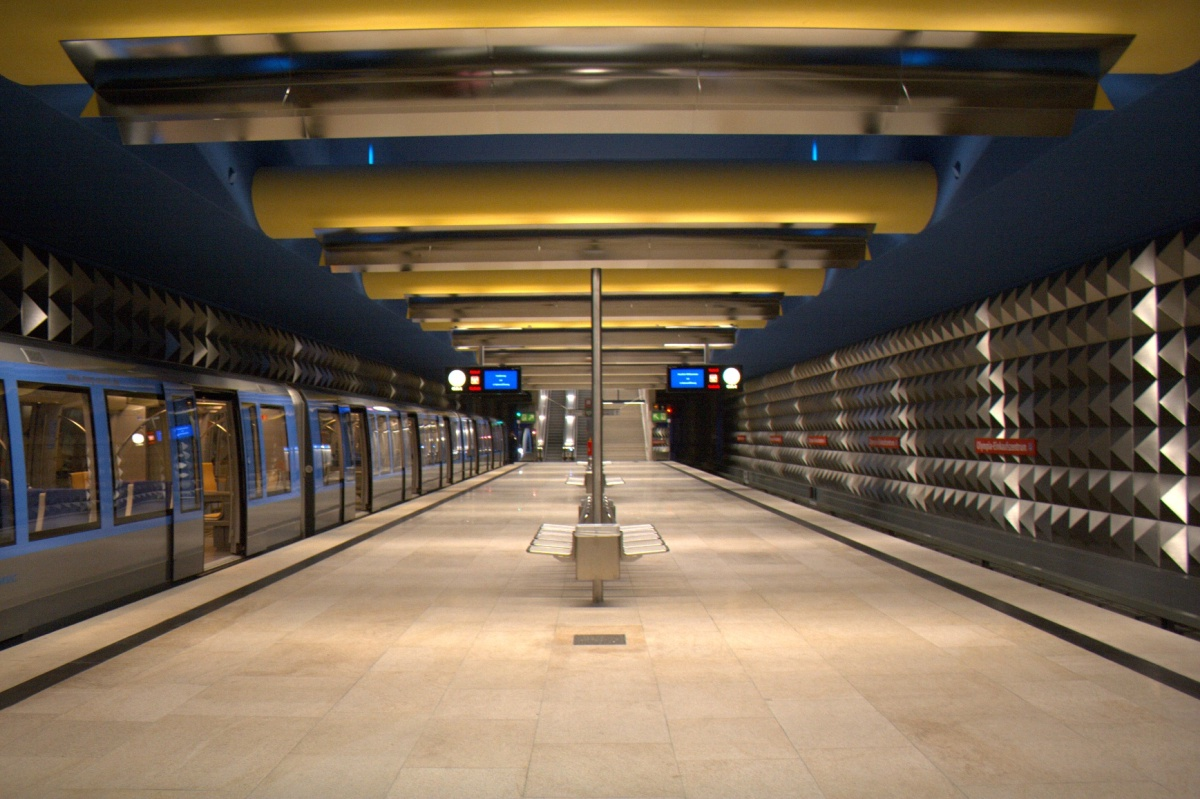
Trạm Olympia-Einkaufszentrum của U3

Tuyến U3 được bắt đầu khởi công xây năm 1967 sau khi thành phố München được quyền tổ chức thế vận hội Mùa hè 1972. Hiện U3 có chiều dài khoảng 19 km.
Từ ngày 11 tháng 12 năm 2010, U3 bắt đầu ở phía Bắc từ ga Moosach. Trước đó nó bắt đầu tại trạm Olympia-Einkaufszentrum, nơi U1 bắt đầu. Qua trạm Oberwiesenfeld, nằm ở phần phía bắc của công viên Olympia, là tới trạm có 4 tuyến đường rày Olympiazentrum, mà từ 1972-2007 là ga cuối phía bắc của U3. Oberwiesenfeld là tên trước đây của cả khu vực công viên Olympia.

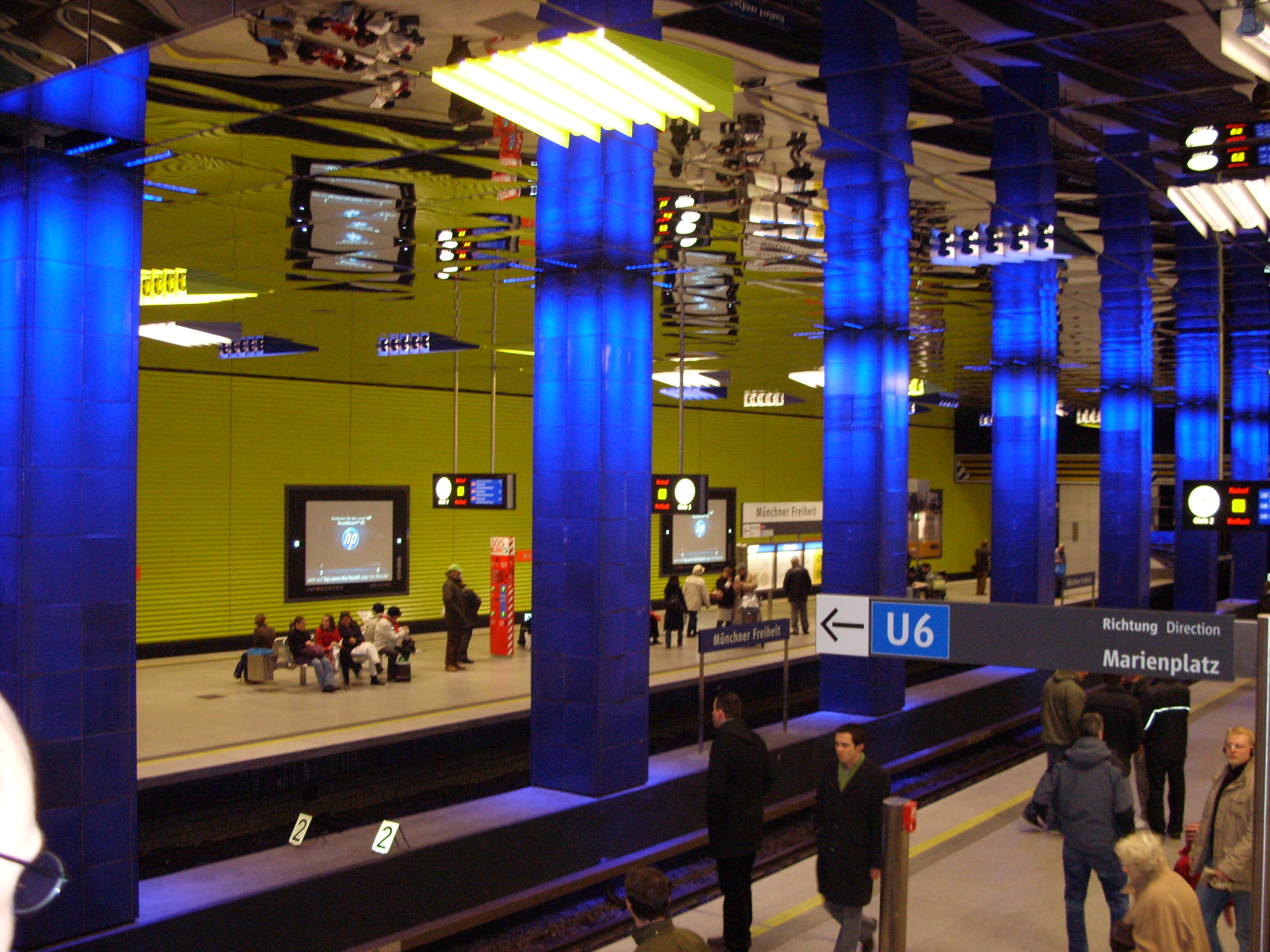
Trạm Münchner Freiheit

Qua ga Petuelring là tới ga Scheidplatz, nơi mà có thể đổi sang xe U2. Sau trạm Bonner Platz là tới trạm Münchner Freiheit, nơi bắt đầu quãng đường chính của 2 tuyến đường U3/U6. Qua trạm Giselastraße và Universität U3/U6 gặp tuyến U4 và U5 tại ga Odeonsplatz. Vì không hoạch định trước, nên khúc đổi xe ở đây hơi chật chội nhất là khi đoạn đường này đông đúc nhất trong cả mạng lưới U-Bahn.

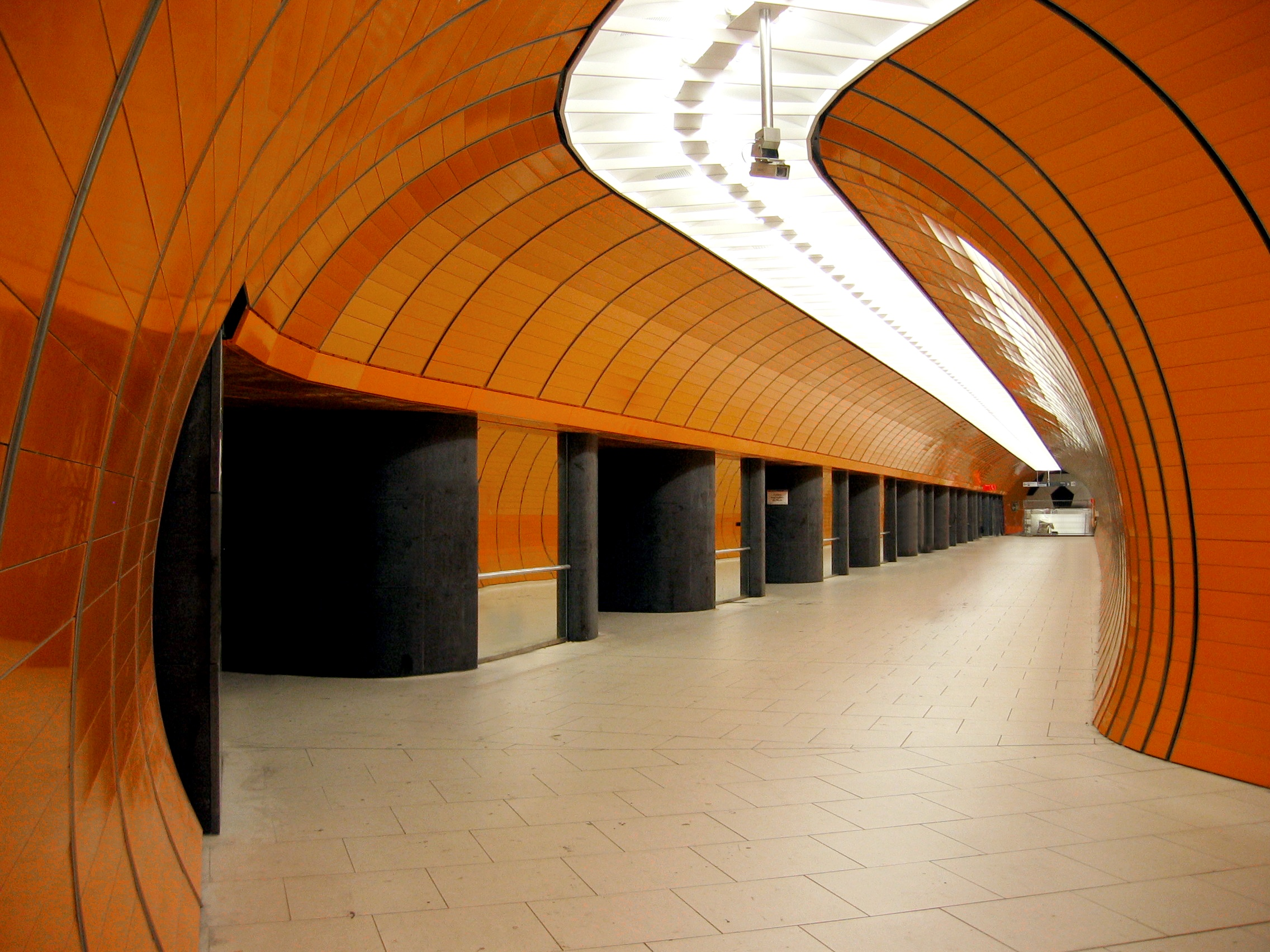
Đường hầm cho người đi bộ được xây thêm tại Marienplatz

Tại trạm Marienplatz, các tuyến S-Bahn S1-S8 cũng chạy qua, ở đây trong lúc cao điểm thường xuyên quá tải vì người dân đi làm hoặc lúc đi tới sân vận động. Trạm này thường đông người nhất trong toàn bộ mạng lưới tàu điện ngầm, vì vậy khi quyết định xây sân Allianz Arena một đường hầm cho người đi bộ đã được xây thêm kịp thời trước khi Đức tổ chức Giải bóng đá vô địch thế giới 2006.
Tại ga Sendlinger Tor các tuyến U1 và U2 cũng chạy ngang đây. Sau trạm Goetheplatz là đến trạm Poccistraße khai trương 1978, gần ba năm sau trạm trước. Sau trạm Implerstraße, các tuyến U3 và U6 lại tách một lần nữa.

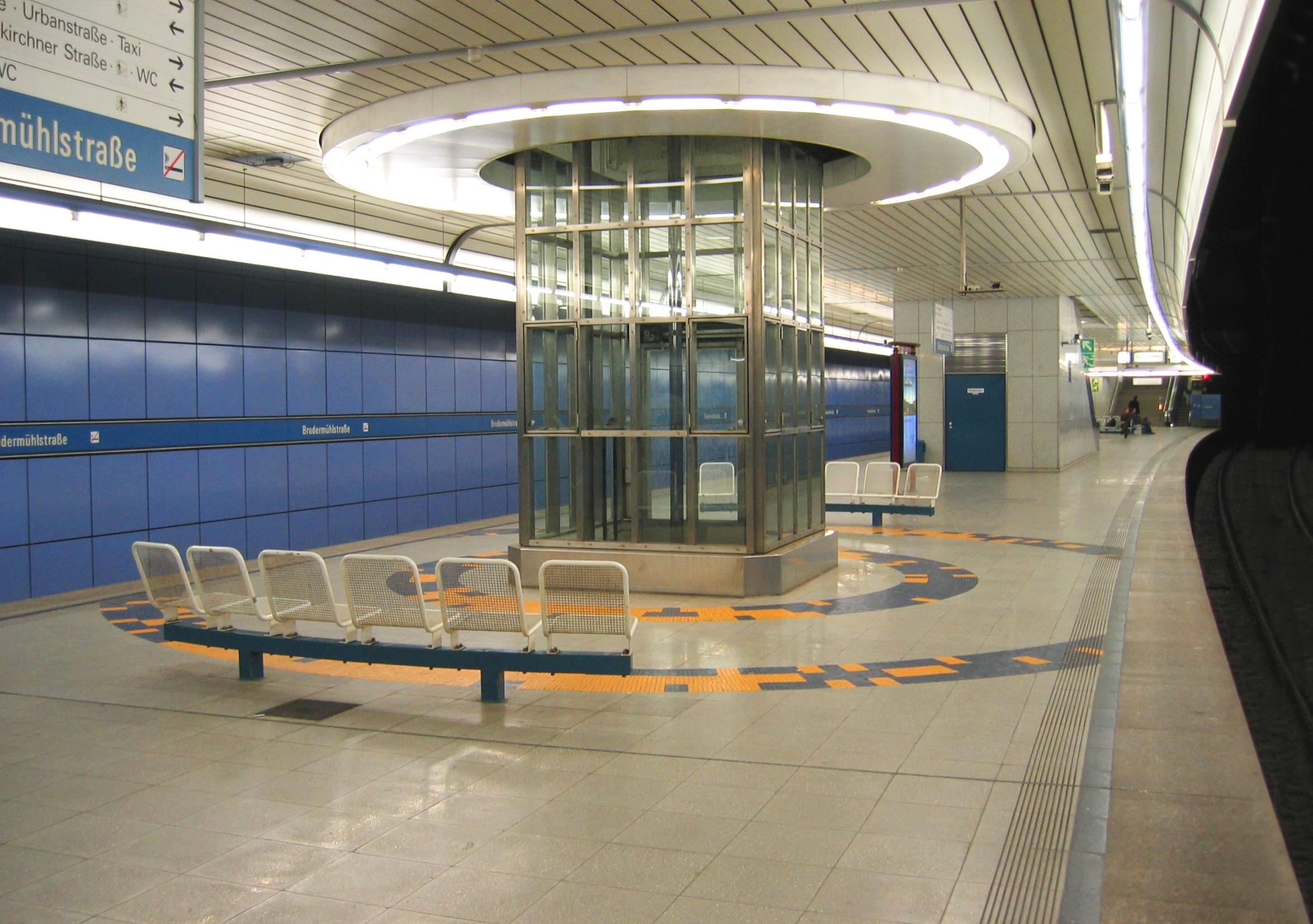
Brudermühlstraße

U3 sau đó chạy gần như thẳng về phía Nam. Ga xe lửa Brudermühlstraße được xây cùng với Brudermühltunnel (Đường vành đai giữa/Mittlerer Ring), tương đối thấp so với mực nước ngầm. Một cối xay cũ ở tầng khóa (Sperrengeschoß) gợi lại truyền thống của đường phố. Tại trạm kế tiếp Thalkirchen (Tierpark) có những bức họa về động vật trên được thiết kế trên tường bởi Ricarda Dietz nhắc tới vườn bách thú Hellabrunn gần đó.
Trạm cuối cùng Fürstenried West cũng là biên giới của thành phố.

### Tuyến U4
U4 với 9,247 km là tuyến U-Bahn ngắn nhất chỉ có 13 ga. Bắt đầu ở phía Tây, trạm đầu tiên của U4 là Westendstraße, cũng là trạm đầu của quãng đường chính số 3, nơi tuyến U5 cùng chạy tới Max-Weber-Platz.

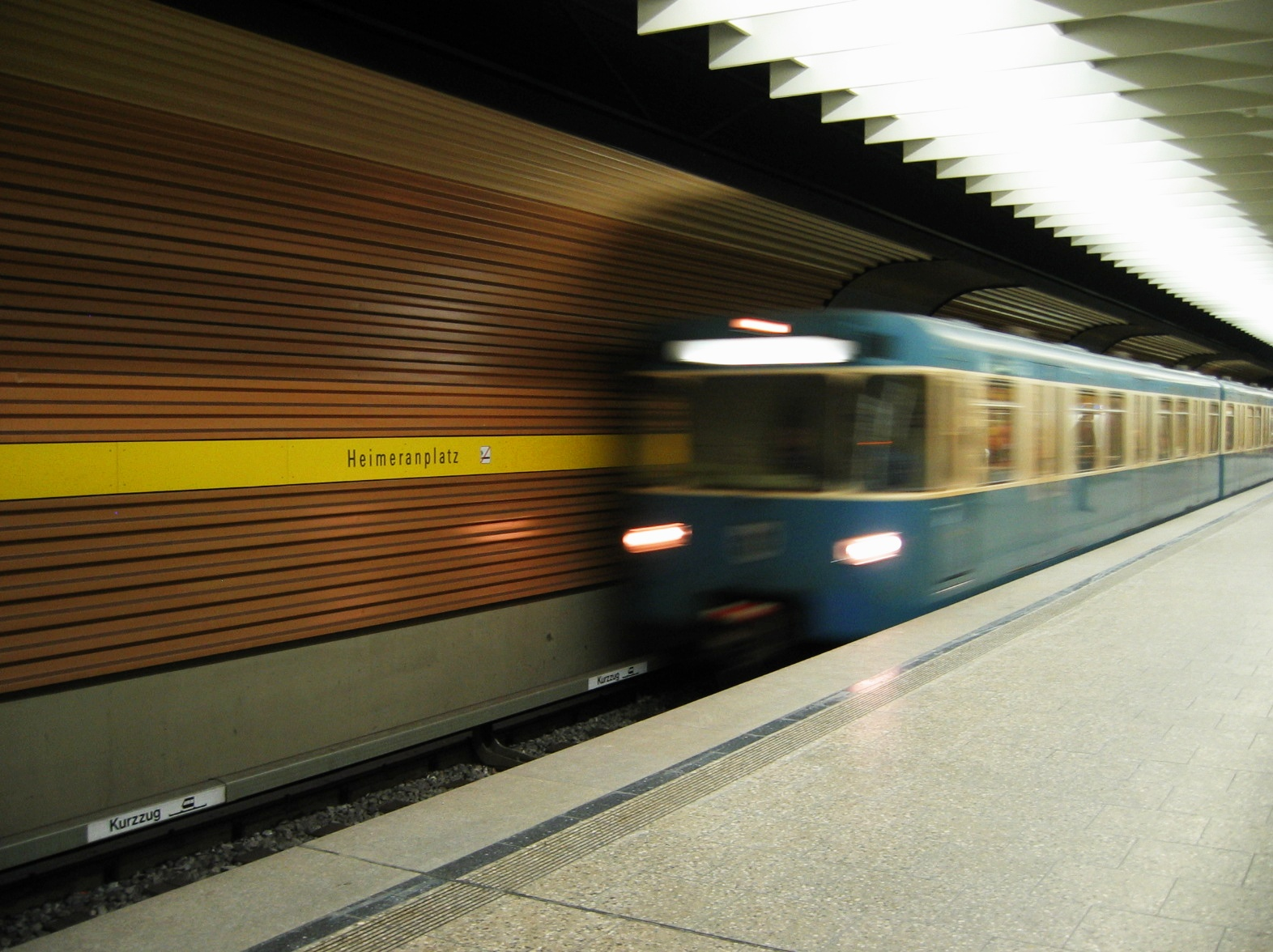
Heimeranplatz

Tại Heimeranplatz có thể đổi xe sang tuyến S-Bahn S7 và S20. Sau ga Schwanthalerhöhe tới ga Theresienwiese, trạm gần nhất để tới khu vực Oktoberfest.

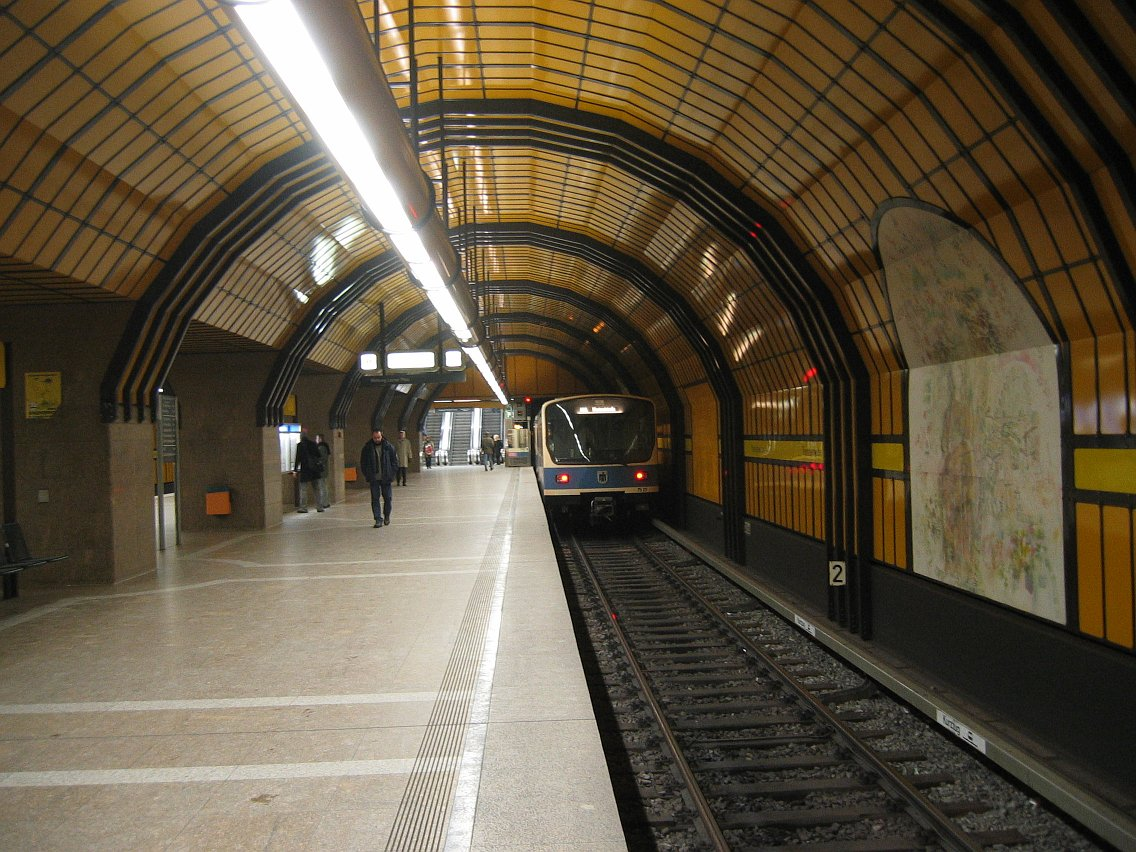
Theresienwiese

Tại Hauptbahnhof có thể đổi xe sang các tuyến S-Bahn và quãng đường chính số 2 của U1 và U2. Sau đó là ga Karlsplatz (Stachus), nơi cũng vẫn có thể đổi sang các tuyến S-Bahn. Ga này là ga sâu nhất trong hệ thống U-Bahn München. Tại ga Odeonsplatz có thể đổi xe sang tuyến U3 và U6. Ở Odeonsplatz có quán cafe Tambosi lâu đời nhất München, vườn Hoàng gia và cung điện nhà vua. Nơi này cũng là nơi bắt đầu khu đi bộ trung tâm ở phía bắc.
Từ ga Lehel xe chạy qua 2 ống đơn nằm dưới lòng sông Isar tới trạm Max-Weber-Platz gần Maximilianeum, trạm cuối quãng đường chính số 2.
Sau đó là ga Prinzregentenplatz và Böhmerwaldplatz rồi tới Richard-Strauss-Straße, trạm trước trạm cuối Arabellapark.